# Leuchtendroter Täubling
Der Leuchtendrote Täubling oder Freudige Täubling (Russula laeta syn. R. borealis, R. querceti) ist ein Pilz aus der Familie der Täublingsverwandten (Russulaceae). Er ist durch zinnober- bis geranienrote Farben am Hutrand wie beim Scharfen Honig-Täubling (R. veternosa) sowie durch eine orangerosa bis dunkelrot getönte Hutmitte gekennzeichnet. Weiterhin besitzt er eine feuchte, nach dem Trocknen glänzende Huthaut und einen im Alter gerieften Hutrand.

## Merkmale

### Makroskopische Merkmale
Der Hut ist dunkelrot mit leichter Tendenz zu Purpur. In der Mitte ist er braun-, purpur- oder zinnoberrot getönt, kann aber auch blassorange oder braunrot erscheinen. Im Alter verblasst der Bereich zu einem Ockergelb. Der Rand ist mehr oder weniger ziegel- bis orangerot gefärbt. Der Hut ist anfangs halbkugelig bis leicht kegelig ausgebildet, zuletzt ist er ausgebreitet und niedergedrückt, manchmal auch flach gebuckelt. Der Hut erreicht einen Durchmesser zwischen 3 und 7 Zentimetern. Die Konsistenz ist nicht sonderlich gebrechlich. Die Haut ist schwach samtig und zu einem Drittel oder zur Hälfte abziehbar. Mit einer Lupe lassen sich auf der Huthaut kleine Gruben und Äderchen erkennen.
Die Lamellen sind zunächst blass ockerlich bis gelblich, dann sattocker bis deutlich gelb gefärbt, jedoch nicht so kräftig wie beim Glänzendgelben Dottertäubling (R. lutea) oder beim Scharfen Honig-Täubling. Sie stehen ziemlich gedrängt und sind nach beiden Enden hin abgerundet. Außerdem sind sie queraderig-wellig miteinander verbunden.
Der Stiel ist weiß bis blass strohfarben und aderig. Er ist zylindrisch bis keulig geformt und erreicht eine Länge zwischen 3 und 5 sowie eine Dicke von 0,5 bis 1,8 Zentimetern. Die Oberfläche ist zunächst flaumig. Später wird der Stiel relativ weich und schwammig, besitzt aber eine dünne Rinde. Das Fleisch ist weiß und nicht sehr fest. Es schmeckt mild und ist geruchlos. Mit Phenol färbt es sich schnell weinrot, danach dunkelviolett-purpur und schließlich schwarz.
Das Sporenpulver ist goldgelb gefärbt.

### Mikroskopische Merkmale
Die Sporen sind kurz eiförmig und messen 7,5–9 × 6,5–7,5 Mikrometer. Die Oberfläche ist isoliert stachelig. Die Zystiden sind spindelförmig und wenig herausragend. In Sulfovanillin färben sie sich intensiv schwarz. Die Zystiden auf der Huthaut sind groß.

## Artabgrenzung
Ähnlich ist der Ockerblättrige Zinnober-Täubling (R. pseudointegra). Seine Huthaut ist matt und kaum abziehbar. Diese kompakte, kurzstielige Art besitzt zudem oft einen etwas größeren Hut.

## Ökologie
Der Leuchtendrote Täubling ist in Sternmieren- und Waldlabkraut-Eichen-Hainbuchenwäldern sowie in Buchen- und Eichenbeständen zu finden. Dort besiedelt er mäßig saure Böden. Der Pilz lebt in einer Mykorrhiza mit Laubbäumen, wie Stieleichen, Rot- und Hainbuchen. Die Fruchtkörper erscheinen von Juli bis September.

## Verbreitung

Europäische Länder mit Fundnachweisen des Leuchtendroten Täublings.
Legende:
Länder mit Fundmeldungen
Länder ohne Nachweise
keine Daten
außereuropäische Länder

Der Leuchtendrote Täubling ist in Nordamerika (USA als R. borealis), Nordafrika (Marokko), in Westasien (Kaukasus) und Europa verbreitet. In Europa ist er in von den Niederlanden und Frankreich im Westen vermutlich bis Tschechien im Osten, in Weißrussland und Russland sowie bis ins südliche Nordeuropa zu finden.
In Deutschland kommt der Pilz vereinzelt bis selten weit verstreut vor.

## Bedeutung
Der Leuchtendrote Täubling ist essbar.